# Clayton Galván
Clayton Flavio Galván Vento (Paucartambo, 12 de noviembre de 1970) es un administrador y político fujimorista peruano. Fue congresista de la república por Pasco desde el 27 de julio del 2016 hasta su disolución el 30 de septiembre del 2019 y alcalde del distrito de Paucartambo en el periodo 2011-2014.

## Biografía
Nació en la ciudad de Paucartambo, ubicado en la provincia de Pasco, el 12 de noviembre de 1970.
Cursó sus estudios primarios y secundarios en su ciudad natal así como sus estudios técnicos agropecuarios. Entre el año 2003 y el año 2009 cursó la carrera de Ciencias Administrativas en la Universidad Inca Garcilaso de la Vega.

## Trayectoria
Se inició en la política como miembro del fujimorista y postuló sin éxito en el año 1998 como candidato del movimiento Vamos Vecino a la alcaldía del distrito Paucartambo. Posteriormente en el año 1999 fue nombrado como prefecto de la región Pasco por el gobierno de Alberto Fujimori, ejerciendo el cargo hasta la caída del fujimorismo en el año 2000.
Postuló nuevamente a la alcaldía de Paucartambo en 2002 y en 2006. Finalmente en el año 2010, Clayton Galván es elegido como  alcalde del distrito de Paucartambo para el periodo 2011-2014, como miembro del partido político Sí Cumple.
En las elecciones del 2014 intentó su elección como alcalde de Cerro de Pasco sin éxito, como miembro del partido Fuerza Popular liderado por Keiko Fujimori.

### Congresista de la República
En las elecciones parlamentarias del 2016 postuló al Congreso de la República por el partido Fuerza Popular por la circunscripción de Pasco y logró tener éxito, siendo elegido como congresista de la república por Pasco para periodo parlamentario 2016-2021.
Durante su gestión participó en más de 400 proyectos de ley, de las que 69 lograron ser aprobadas. Su mandato se vio interrumpido el 30 de septiembre de 2019 tras la disolución del Congreso de la República realizada por el presidente Martín Vizcarra.